# Лохъ (приток на Хуанхъ)
Лохъ или Илохъ (на китайски: 洛河; на пинин: Luò Hé) е река в Централен Китай, в провинции Шънси и Хънан, десен приток на Хуанхъ. С дължина 421 km и площ на водосборния басейн 19 200 km² река Лохъ води началото си от южния склон на хребета Дзиншан (съставна част на планината Цинлин), на 1766 m н.в., в провинция Шънси. В горното си течение тече на изток, а в средното и долното – на изток-североизток. С изключение на най-долното си течение, където протича през западната част на Голямата китайска равнина, тече през през планински местности, но в предимно широка долина. Влива се отдясно в река Хуанхъ, на 104 m н.в., в провинция Хънан. Основни притоци са Дзяншуй (ляв) и Ихъ (десен). Подхранването ѝ е предимно дъждовно, с ясно изразено лятно пълноводие. Среден годишен отток около устието – 102 m³/s, средна мътност – 7,1 kg/m³. Малко преди излизането си от планините на реката е изграден големият хидровъзел Гуксиан, водите на който се използват за напояване, водоснабдяване и производство на електроенергия. Долината на Лохъ е гъстонаселена, като най-голям град по течението ѝ е Луоян.